# Мозел Оупън
Оупън дьо Мосел (на френски: Open de Moselle) е турнир по тенис за мъже, провеждан през месец октомври в Мец, Франция.

## История
През 1980-те години турнирът Гран При се провежда в Мец пет пъти (на всеки две години). Тенисът се завърна в Мец през 2003 г., когато турнирът, провеждан преди това в Тулуза, е преместен тък. Турнирът в Тулуза е спрян, след като експлозия в местен завод за азотни торове нанесе сериозни щети на градския спортен комплекс. Новият турнир получи категория на ATP International. Мястото на провеждане е новопостроеният спортен комплекс "Arènes de Metz", трибуните на главния корт в който са с капацитет 4500 места.
Директор на турнира е бившият професионален тенисист Жулиен Буте.
Турнирът е едно от четирите френски събития от серията ATP Tour 250, заедно с Оупън Сюд дьо Франс, Оупън 13 и Лион Оупън.

## Финали

### Сингъл
| Година | Шампион                                       | Финалист                                      | Резултат                                      |
| ------ | --------------------------------------------- | --------------------------------------------- | --------------------------------------------- |
| 2024   | Бенжамен Бонзи                                | Камерън Нори                                  | 7 – 6(8–6), 6 – 4                             |
| 2023   | Юго Умбер                                     | Александър Шевченко                           | 6 – 3, 6 – 3                                  |
| 2022   | Лоренцо Сонего                                | Александър Бублик                             | 7 – 6(7–2), 6 – 3                             |
| 2021   | Хуберт Хуркач                                 | Пабло Каренио Буста                           | 7 – 6(7–2), 6 – 3                             |
| 2020   | Турнирът на се провежда (пандемията КОВИД-19) | Турнирът на се провежда (пандемията КОВИД-19) | Турнирът на се провежда (пандемията КОВИД-19) |
| 2019   | Жо-Вилфрид Цонга                              | Аляж Бедене                                   | 6 – 7(4–7) , 7 – 6(7–4), 6 – 3                |
| 2018   | Жил Симон                                     | Матиас Бахингер                               | 7 – 6(7–2) , 6 – 1                            |
| 2017   | Петер Гойовчик                                | Беноа Пер                                     | 7 – 5, 6 – 2                                  |
| 2016   | Лукас Пуи                                     | Доминик Тийм                                  | 7 – 6(7–5) , 6 – 2                            |
| 2015   | Жо-Вилфрид Цонга                              | Жил Симон                                     | 7 – 6(7–5) , 1 – 6, 6 – 2                     |
| 2014   | Давид Гофен                                   | Жоао Соуса                                    | 6 – 4, 6 – 3                                  |
| 2013   | Жил Симон                                     | Жо-Вилфрид Цонга                              | 6 – 4, 6 – 3                                  |
| 2012   | Жо-Вилфрид Цонга                              | Андреас Сепи                                  | 6 – 1, 6 – 2                                  |
| 2011   | Жо-Вилфрид Цонга                              | Иван Любичич                                  | 6 – 3, 6 – 2                                  |
| 2010   | Жил Симон                                     | Миша Зверев                                   | 6 – 3, 6 – 2                                  |
| 2009   | Гаел Монфис                                   | Филип Колшрайбер                              | 7 – 6(7–1) , 3 – 6, 6 – 2                     |
| 2008   | Дмитрий Турсунов                              | Пол-Анри Матийо                               | 7 – 6(8–6) , 1 – 6, 6 – 4                     |
| 2007   | Томи Робредо                                  | Анди Мъри                                     | 0 – 6, 6 – 2, 6 – 3                           |
| 2006   | Новак Джокович                                | Юрген Мелцер                                  | 6 – 4, 7 – 5                                  |
| 2005   | Иван Любичич                                  | Гаел Монфис                                   | 7 – 6(11–9) , 6 – 0                           |
| 2004   | Жером Енел                                    | Ришар Гаске                                   | 7 – 6(13–11) , 6 – 4                          |
| 2003   | Арно Клеман                                   | Фернандо Гонсалес                             | 6 – 1, 1 – 6, 6 – 3                           |